# شنود الکترونیک
جاسوسی سیگنال (به انگلیسی: Signals intelligence) به عملیات شنود اطلاعاتی گفته می‌شود که توسط سیگنال‌های الکترونیکی جابه‌جا می‌شود.
جاسوسی سیگنال، بخشی از عملیات جمع‌آوری اطلاعات است که در مرحله بعد اگر اطلاعات رمز شده باشند باید آن را رمزگشایی کرد. سیگنال هوشمند (SIGINT) جمع‌آوری اطلاعات از طریق رهگیری سیگنال است، چه ارتباطات بین افراد (ارتباطات هوشمند به اختصار COMINT) یا از سیگنال‌های الکترونیکی که به‌طور مستقیم در ارتباطات استفاده نمی‌شود (هوش الکترونیکی، به اختصار ELINT). هوش سیگنال‌ها یک زیر مجموعه از مدیریت مجموعه اطلاعات است.
به عنوان اطلاعات حساس اغلب رمزگذاری شده است، سیگنال‌های اطلاعاتی به نوبه خود شامل استفاده از رمزنگاری برای رمزگشایی پیام‌ها می‌شود. تجزیه و تحلیل ترافیک - مطالعه اینکه چه کسی و چه مقدار آن را سیگنال می‌دهد نیز برای استخراج اطلاعات استفاده می‌شود.

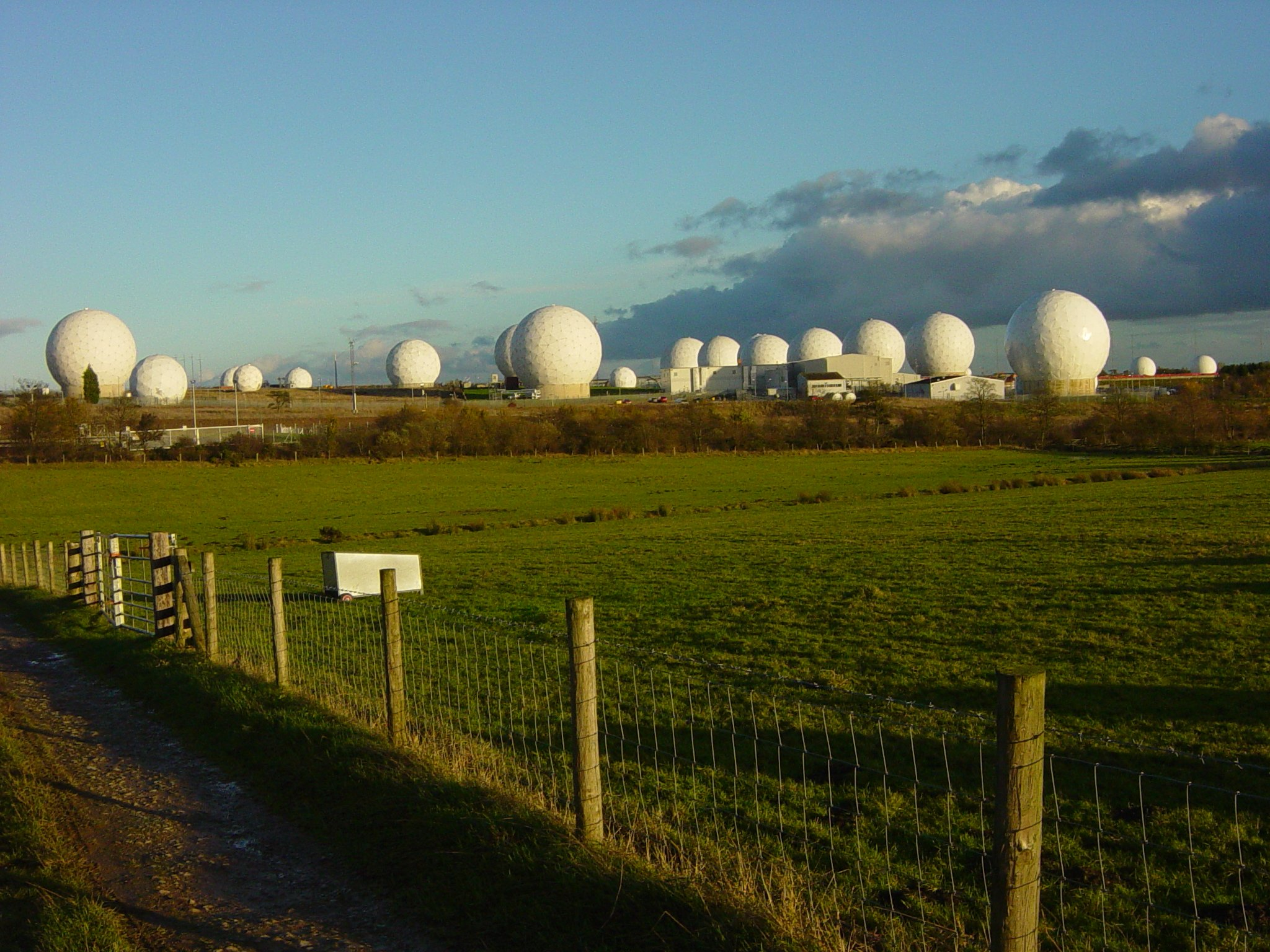
پایگاه آرای‌اف من‌وید هیل که بخشی از اشلون است.

سیگنال هوشمند (SIGINT) جمع‌آوری اطلاعات از طریق رهگیری سیگنال است، چه ارتباطات بین افراد (ارتباطات هوشمند به اختصار COMINT) یا از سیگنال‌های الکترونیکی که به‌طور مستقیم در ارتباطات استفاده نمی‌شود (هوش الکترونیکی، به اختصار ELINT). هوش سیگنال‌ها یک زیر مجموعه از مدیریت مجموعه اطلاعات است.
به عنوان اطلاعات حساس اغلب رمزگذاری شده است، سیگنال‌های اطلاعاتی به نوبه خود شامل استفاده از رمزنگاری برای رمزگشایی پیام‌ها می‌شود. تجزیه و تحلیل ترافیک - مطالعه اینکه چه کسی و چه مقدار آن را سیگنال می‌دهد نیز برای استخراج اطلاعات استفاده می‌شود.

## تاریخچه

### ریشه‌ها
مقاله اصلی: هوش مصنوعی در تاریخ مدرن
ردیابی الکترونیکی در اوایل سال ۱۹۰۰، در طول جنگ بوئر ۱۸۹۹–۱۹۰۲ ظاهر شد. نیروی دریایی سلطنتی بریتانیا مجموعه ای بیسیم تولید شده توسط مارکونی را در کشتی‌های خود در اواخر دهه ۱۸۹۰ نصب کرده بود و ارتش بریتانیا از برخی از سیگنال‌های بی‌سیم محدود استفاده می‌کرد. بوئرها برخی از مجموعه‌های بی‌سیم را دستگیر کردند و از آن‌ها برای انتقال حیاتی استفاده کردند. [نیازمند منبع] از آنجا که انگلیس تنها کسانی بود که در آن زمان در حال انتقال بودند، هیچ تفسیر خاصی از سیگنال‌هایی که بریتانیایی‌ها مجبور بودند، ضروری بود.
تولد سیگنال‌های اطلاعاتی به معنای مدرن از جنگ روسی-ژاپنی ۱۹۰۵–۱۹۰۴ می‌گذرد. همان‌طور که ناوگان روسیه برای جنگ با ژاپن در سال ۱۹۰۴ آماده شد، کشتی HMS دیانا، کشتی انگلیسی بریتانیا در کانال سوئز، سیگنال‌های بی‌سیم دریایی روسیه را برای اولین بار در تاریخ برای بسیج ناوگان فرستاد.

### توسعه در جنگ جهانی اول
در طول جنگ جهانی اول، روش جدیدی از سیگنال‌های هوشمند به بلوغ رسید. عدم صحیح محافظت از ارتباطات آن، ارتش روسیه را در پیشبرد اهداف خود در اوایل جنگ جهانی اول به خطر انداخت و منجر به شکست فاجعه بار وی توسط لودندورف و هیدنبورگ در نبرد تاننبرگ شد. در سال ۱۹۱۸، کارکنان رهگیری فرانسوی پیامی را که در رمز جدید ADFGVX نوشته شده بود، توسط ژرژ پینوین کپی رایت شد. این به هلیل متحدان هشدار داد که بهار جنگ ۱۹۱۸ آلمان است. انگلیس به‌طور خاص تخصص زیادی در زمینه تازه ای از سیگنال‌های هوشمند و کدبندی را ایجاد کرد. در اعلام جنگ، بریتانیا تمام کابل‌های زیرین آلمان را قطع کرد. این باعث شد که آلمانی‌ها از یک خط تلگراف که از طریق شبکه بریتانیا متصل می‌شد استفاده کنند و از طریق رادیویی که انگلیس می‌توانست از آن استفاده کند، استفاده می‌شد. سرنشین آدمیرال هنری الیور سر آلفرد ایوینگ را برای ایجاد خدمات نگهداری و تفسیر در دریای مدیترانه منصوب کرد. اتاق ۴۰. یک سرویس ردیابی به نام "Y" خدمات همراه با ایستگاه‌های پست و ایستگاه مارکونی به سرعت به نقطه ای رسید که انگلیس می‌توانست تقریباً تمام پیام‌های رسمی آلمان را از بین ببرد. ناوگان آلمان هر روز عادت کرده بود که موقعیت دقیق هر کشتی را بی‌سیم کند و گزارش‌ها موقعیت مکانی منظم را در هنگام دریابند. این امکان وجود دارد که یک تصویر دقیق از عملیات عادی ناوگان دریای بالادست ایجاد کنیم تا بتوانیم مسیرهایی را انتخاب کنیم که در آن‌ها مأموریت‌های مین‌های دفاعی قرار داده شده است و در آن کافی است که کشتی‌ها به کار خود ادامه دهند. هر گاه تغییری در الگوی طبیعی دیده شد، بلافاصله نشان داد که برخی عملیات در حال انجام است و هشدار می‌تواند داده شود. اطلاعات دقیق در مورد حرکات زیردریایی نیز موجود بود.
استفاده از تجهیزات دریافت رادیویی برای مشخص کردن موقعیت فرستنده نیز در طول جنگ توسعه یافت. کاپیتان H.J. دور کار برای مارکونی، شروع به انجام آزمایش‌ها با جهت یافتن تجهیزات رادیویی برای ارتش در فرانسه در سال ۱۹۱۵. تا ماه مه ۱۹۱۵، دریانوردی قادر به ردیابی زیردریایی‌های آلمانی زیر دریایی دریای شمال بود. بعضی از این ایستگاه‌ها نیز به عنوان ایستگاه "Y" برای جمع‌آوری پیام‌های آلمان عمل کردند اما بخش جدیدی در اتاق ۴۰ برای تعیین موقعیت کشتی‌ها از گزارش‌های هدایت شده ساخته شد.
اتاق ۴۰ نقش مهمی را در چندین فعالیت دریایی در طول جنگ ایفا کرد، به ویژه در کشف مهمات آلمانی در دریای شمال. نبرد "Dogger Bank" به علت وقفه‌هایی که به نیروی دریایی اجازه داد کشتی‌های خود را در جای مناسب قرار داده بود، به دلیل کمبود نقاط به دست آمد. این نقش حیاتی در جنگ‌های بعدی دریایی، از جمله در جنگ Jutland، به عنوان ناوگان بریتانیا فرستاده شده بود برای ربوده شدن آن‌ها بازی کرد.
قابلیت دستیابی جهت دستیابی به مکان و مکان کشتی‌های آلمانی، زیردریایی‌ها و Zeppelinsها. این سیستم بسیار موفق بود که تا پایان جنگ، بیش از ۸۰ میلیون کلمه، شامل کلیه انتقال بی‌سیم آلمانی در طول جنگ بود توسط اپراتورهای ایستگاه‌های Y و رمزگشایی شده است. با این حال موفقیت شگفت‌آور آن در تفکیک Zimmermann Telegram بود، یک تلگراف از اداره امور خارجه آلمان که از طریق واشینگتن به سفیر حسینریش فون اکتاد در مکزیک فرستاده شد.

### تحکیم پس از جنگ
با توجه به اهمیت بازپرداخت و رمزگشایی که به‌طور محکم توسط تجربه جنگی ایجاد شده است، کشورهای آژانس دائمی اختصاص یافته به این وظیفه در دوره بین جنگی ایجاد کرده‌اند. در سال ۱۹۱۹، کمیته خدمات راداری کابینه بریتانیا، که توسط لرد کرزن اداره شد، توصیه کرد که یک آژانس کپی رایت صلح ایجاد شود. مؤسسه دولتی و مدارس سایف (GC & CS) اولین آژانس فشرده سازی زمان صلح بود که مسئولیت عمومی «به منظور حفاظت از کدها و سیفرهای مورد استفاده در تمام ادارات دولتی و کمک به آنها در ارائه خدمات» توصیه می‌شود، دستورالعمل‌های مخفی برای مطالعه روش‌های ارتباطات cypher استفاده شده توسط قدرت‌های خارجی. [9] GC & CS رسماً در تاریخ ۱ نوامبر ۱۹۱۹ تشکیل شد و نخستین رمزگشایی آن را در ۱۹ اکتبر تولید کرد. تا سال ۱۹۴۰، GC & CS بر روی کدهای دیپلماتیک و رمزهای ۲۶ کشور کار می‌کرد و با بیش از ۱۵۰ رمزنگاری دیپلماتیک مواجه می‌شد. اداره Cipher آمریکا در سال ۱۹۱۹ تأسیس شد و موفقیتی در کنفرانس نیروهای واشینگتن در سال ۱۹۲۱ به دست آورد. وزیر جنگ Henry L. Stimson دفتر US Cipher را در سال ۱۹۲۹ با کلمات «آقایان نامه‌های یکدیگر را خواند» را بست.

### در جنگ جهانی دوم
استفاده از SIGINT در طول جنگ جهانی دوم پیامدهای بیشتری داشت. تلاش مشترک تلافیجویان و کریپتالیز برای تمام نیروهای بریتانیایی در جنگ جهانی دوم تحت نام کد "Ultra" تحت مدیریت کد دولتی و مدرسه Cypher در بلچلی پارک بود. تقریباً مورد استفاده قرار می‌گیرد، رمزهای آلمانی Enigma و Lorenz باید عملاً ناپیوسته باشند، اما نقص در رویه‌های رمزنگاری آلمانی و رعایت ضوابط در میان کارکنان که آن‌ها را انجام می‌دهند، آسیب‌پذیری‌های ایجاد شده را ایجاد می‌کند که حملات بلچلی امکان‌پذیر است.
کار Bletchley برای شکست دادن قایقهای U در نبرد آتلانتیک و پیروزی‌های دریایی بریتانیا در نبرد کیپ ماتان و نبرد کیپ شمالی ضروری بود. در سال ۱۹۴۱، Ultra یک اثر قدرتمند در مبارزات بیابان آفریقای شمالی در برابر نیروهای آلمانی تحت ژنرال اروین رمل اعمال کرد. ژنرال سر کلد آخینکل نوشت که آیا آن را برای Ultra نیست، "رومل قطعاً به قاهره منتقل شد." "رمزگشایی" فوق‌العاده "برجسته در داستان عملیات سالام، مأموریت لس الله آلماسی در بیابان خطوط متفقین در سال ۱۹۴۲ برجسته بود. قبل از فرود نرماندی در روز D در ماه ژوئن ۱۹۴۴، متحدان آگاهان را از مکانهای مختلف هر دو جزیره پنجاه و هشت تقسیمات غربی در غرب دانستند.
گزارش شده است وینستون چرچیل به پادشاه جورج VI گفته است: "این به لطف سلاح مخفی ژنرال Menzies، به استفاده از تمام جبهه‌ها، که ما جنگ را برنده شد!" فرمانده عالیرتبه، دوایت دی. آیزنهاور، در پایان جنگ، Ultra Ultra را به عنوان "قاطع" برای پیروزی متفقین توصیف کرد. مورخ رسمی اطلاعات انگلیس در جنگ جهانی دوم، سر هری هیگزلی، استدلال کرد که Ultra کوتاهی از جنگ "نه کمتر از دو سال و احتمالاً چهار سال"؛ و در غیاب فوق‌العاده، مشخص نیست که جنگ چگونه تمام شد.

## تعاریف فنی
وزارت دفاع ایالات متحده اصطلاح «اطلاعات سیگنال» را به عنوان:
۱- با این وجود، یک دسته از اطلاعات که شامل هر دو یا جداگانه یا ترکیبی از همهٔ اطلاعات ارتباطی (COMINT)، هوش الکترونیکی (ELINT) و ابزارهای هوشمند سیگنال خارجی است. ۲- اطلاعات برگرفته از سیگنال‌های مخابراتی، الکترونیکی و خارجی است. [۱۵]
SIGINT دارای یک رشته گسترده‌ای است. دو بخش عمده آن هوش ارتباطی (COMINT) و هوش الکترونیکی (ELINT) است.
رشتهدر سراسر شاخه‌ها مشترک هستند:

### هدف گذاری
یک سیستم مجموعه باید بداند که یک سیگنال خاص را جستجو می‌کند. «سیستم»، در این زمینه، دارای چندین تفاوت است. هدف‌گیری یک خروجی فرایند توسعه نیازهای مجموعه است:
۱. نیاز به اطلاعات در تخصیص منابع اطلاعاتی در نظر گرفته شده است. در وزارت دفاع، این الزامات جمع‌آوری عناصر ضروری اطلاعات و سایر اطلاعات مربوط به اطلاعات یک فرمانده یا یک سازمان را برآورده می‌کند.
```
۲. یک نیاز هوشمند مبتنی بر اعتبار در مقابل تخصیص مناسب منابع اطلاعاتی (به عنوان یک الزام) برای تحقق بخشیدن به عناصر ضروری اطلاعات و دیگر نیازهای اطلاعاتی یک مصرف‌کننده اطلاعات.»[۱۵]
```

### برای گیرنده‌های مختلط نیاز
اول، شرایط جوی، لکه‌های خورشیدی، برنامه انتقال هدف و ویژگی‌های آنتن و سایر عوامل باعث ایجاد عدم اطمینان می‌شود که یک حسگر سیگنال سیگنال داده شده قادر به شنیدن سیگنال مورد علاقه است، حتی با یک هدف جغرافیایی ثابت و یک رقیب بدون تلاش برای فرار از رهگیری مقابله با اقدامات اصلی علیه رهگیری شامل تغییر مکرر فرکانس رادیویی، قطبی شدن و سایر ویژگی‌های انتقال است. هواپیمای رهگیر نمی‌تواند از زمین خارج شود اگر آنتن‌ها و گیرنده‌ها را برای هر فرکانس و نوع سیگنال احتمالی برای مقابله با چنین اقدامات مقابله ای حمل کند.
دوم، موقعیت موقعیت فرستنده معمولاً بخشی از SIGINT است. Triangulation و تکنیک‌های موقعیت مکانی رادیکال پیشرفته، مانند زمان ورود به سیستم، نیاز به نقاط مختلف دریافت در مکان‌های مختلف دارند. این گیرنده‌ها اطلاعات مربوط به مکان را به یک نقطه مرکزی یا شاید به یک سیستم توزیع شده که همه آن‌ها مشارکت می‌کنند، ارسال می‌کنند، به طوری که اطلاعات را می‌توان همبستگی و محل محاسبه کرد.

### مدیریت رهگیری
بنابراین سیستم‌های SIGINT مدرن ارتباطات قابل ملاحظه ای در میان سیستم عامل‌های رهگیری وجود دارد. حتی اگر برخی از سیستم عامل‌ها مخفی باشند، هنوز اطلاعاتی در اختیار آن‌ها قرار می‌دهد که به آن‌ها می‌گویند کجا و چگونه سیگنال‌ها را جستجو کنید. [۱۶] یک سیستم هدفمند سازی ایالات متحده در حال توسعه در اواخر دهه ۱۹۹۰، PSTS، به‌طور مداوم اطلاعاتی را ارسال می‌کند که به این امر کمک می‌کند که رهگیران به درستی آنتن‌های خود را هدف قرار دهند و گیرندگان خود را تنظیم کنند. هواپیماهای رهگیر بزرگ‌تر، مانند EP-3 یا RC-135، توانایی در اختیار داشتن برخی از تحلیل‌ها و برنامه‌ریزی‌های هدف هستند، اما دیگران مانند Guardrail RC-12 کاملاً تحت زمین قرار دارند. هواپیماهای GUARDRAIL نسبتاً کوچک هستند و معمولاً در واحدهای سه کار می‌کنند تا یک مورد SIGINT تاکتیکی را پوشش دهند، جایی که هواپیماهای بزرگ‌تر تمایل به مأموریت‌های استراتژیک / ملی دارند.
قبل از اینکه فرایند دقیق هدف‌گیری آغاز شود، کسی باید تصمیم بگیرد که در جمع‌آوری اطلاعات در مورد چیزی ارزش دارد. در حالی که ممکن است سیگنال‌های سیگنال را در یک رویداد ورزشی عمده هدایت کند، این سیستم‌ها موجب سر و صدای فراوانی، سیگنال‌های خبری و شاید اطلاعیه‌ها در ورزشگاه خواهند شد. اگر، با این حال، یک سازمان ضد تروریستی معتقد بود که یک گروه کوچک در تلاش برای هماهنگ‌کردن تلاش‌های خود با استفاده از رادیوهای بدون مجوز کوتاه در این رویداد، هدف قرار دادن SIGINT رادیوهای آن نوع خواهد بود. هدف قرار دادن نمی‌داند که در رادیو ممکن است در استادیوم قرار گیرد یا فرکانس دقیقی که استفاده می‌کند. این‌ها توابع مراحل بعدی مانند تشخیص سیگنال و یافتن مسیر است.
پس از اتخاذ تصمیم برای هدف‌گیری، نقاط رفع نیاز به همکاری، از آنجا که منابع محدود هستند. دانستن اینکه چه وسیله ای که برای تصفیه مورد استفاده قرار می‌گیرد، آسان‌تر می‌شود، زمانی که کشوری هدف را رادارها و رادیوهای خود را از تولیدکنندگان شناخته می‌کند یا به آن‌ها کمک نظامی می‌دهد. سرویس‌های اطلاعاتی ملی کتابخانه‌های دستگاه‌های تولید شده توسط کشور خود و دیگران را حفظ می‌کنند و سپس از تکنیک‌های مختلف استفاده می‌کنند تا یاد بگیرند که چه تجهیزاتی توسط یک کشور مشخص به دست می‌آید.
دانش فیزیک و مهندسی الکترونیک مشکلی را در مورد نوع تجهیزات مورد استفاده قرار می‌دهد. یک هواپیما هوشمند که به خوبی در خارج از مرزهای کشور دیگری پرواز می‌کند، برای رادارهای جستجوی طولانی، و نه رادارهای کنترل آتشباری کوتاه، که توسط یک دفاع هوایی تلفن همراه استفاده می‌شود، گوش می‌دهند. سربازانی که خطوط پیشین ارتش دیگری را می‌بینند می‌دانند که طرف دیگر از رادیوها استفاده می‌کند که باید قابل حمل باشند و آنتن‌های بزرگ نداشته باشند.

### تشخیص سیگنال
حتی اگر سیگنال ارتباطات انسانی (به عنوان مثال، یک رادیو) باشد، متخصصان مجموعه اطلاعات باید این را بدانند. اگر عملکرد تطبیقی که در بالا توضیح داده شد، می‌داند که یک کشور دارای یک رادار است که در محدوده فرکانس خاص عمل می‌کند، اولین گام استفاده از یک گیرنده حساس با یک یا چند آنتن است که در هر جهت گوش می‌دهند تا منطقه ای پیدا کند که چنین رادار کار می‌کند هنگامی که رادار شناخته شده است در منطقه، گام بعدی پیدا کردن محل آن است.
اگر اپراتورها فرکانس‌های احتمال انتقال داده‌ها را می‌دانند، ممکن است از یک مجموعه گیرنده‌ها استفاده کنند، از پیش تعیین شده به فرکانس‌های مورد استفاده استفاده می‌کنند. این فرکانس (محور افقی) در مقابل قدرت (محور عمودی) تولید شده در فرستنده است، قبل از هر فیلتر کردن سیگنال‌هایی که به اطلاعات منتقل نمی‌شوند. انرژی دریافت شده در یک فرکانس خاص ممکن است یک ضبط‌کننده را شروع کند و اگر فردی قابل فهم باشد (به عنوان مثال، COMINT)، انسان را به گوش دادن به سیگنال‌ها بسپارد. اگر فرکانس شناخته شده نیست، اپراتورها ممکن است با استفاده از یک تحلیلگر طیفی قدرت را در فرکانس‌های اولیه یا باند بشنوند. سپس اطلاعات مربوط به آنالیز طیفی برای تنظیم گیرنده‌ها به سیگنال‌های مورد علاقه استفاده می‌شود. به عنوان مثال، در این طیف ساده، اطلاعات واقعی در ۸۰۰ کیلوهرتز و ۱٫۲ مگاهرتز است.
فرستنده و گیرنده‌های دنیای واقعی معمولاً جهت هستند. در شکل سمت چپ، فرض کنید که هر صفحه نمایش به یک آنالایزر طیف متصل شده به یک آنتن جهتی جهت جهت نشان داده شده متصل است.

### اقدامات مخفی برای رهگیری
ارتباطات طیف گسترده‌ای یک تکنیک ضد انطباق الکترونیکی (ECCM) برای شکستن جستجوی فرکانس‌های خاص است. تجزیه و تحلیل طیف را می‌توان در یک روش ECCM متفاوت برای شناسایی فرکانس‌ها استفاده کرد.

### جهت یافتن
مقاله اصلی: جهت یافتن
اولین وسیله ای است که در جهت پیدا کردن آن استفاده می‌شود، استفاده از آنتن‌های جهت دار به عنوان گنومتر است، به طوری که یک خط از گیرنده از طریق موقعیت سیگنال مورد علاقه گرفته می‌شود. (نگاه کنید به HF / DF.) دانستن قطب‌نمای قطب‌نما، از یک نقطه به فرستنده آن را پیدا نمی‌کند. جایی که یاتاقان از نقاط چندگانه، با استفاده از goniometry، بر روی یک نقشه ترسیم می‌شود، فرستنده در نقطه ای قرار می‌گیرد که در آن یاتاقان‌ها متقاطع می‌شوند. این ساده‌ترین مورد است یک هدف ممکن است سعی کند با فرستادن چندین فرستنده را با اشتباه شنوندگان، دادن یک سیگنال از مکان‌های مختلف، تعویض و غیرفعال کردن در الگوی شناخته شده کاربر، اما ظاهراً به شنونده تصادفی کند.
آنتن‌ها جهت هدایت جداگانه باید به صورت غیر خودکار یا به‌طور خودکار چرخش شوند تا جهت سیگنال را پیدا کنند، که ممکن است هنگام سیگنال کوتاه مدت، خیلی کند باشد. یک جایگزین روش آرایه Wullenweber است. در این روش، چندین حلقه مرکب از عناصر آنتن به‌طور همزمان سیگنال دریافت می‌کنند، به طوری که بهترین تحمل به‌طور ایدئال به وضوح بر روی یک آنتن واحد یا یک مجموعه کوچک است. آرایه Wullenweber برای سیگنال‌های فرکانس بسیار زیاد است که توسط کاربران آن‌ها به عنوان «قفس فیل» خوانده می‌شود.
جایگزینی برای آنتن‌های هدایت قابل تنظیم یا آرایه‌های بزرگ چند منظوره مانند Wullenweber این است که زمان ورود سیگنال را در نقاط مختلف اندازه‌گیری کنید، با استفاده از GPS یا یک روش مشابه برای هماهنگ سازی زمان دقیق. گیرنده‌ها می‌توانند در ایستگاه‌های زمینی، کشتی‌ها، هواپیماها یا ماهواره‌ها باشند و انعطاف‌پذیری زیادی را به همراه داشته باشند.
موشک‌های ضد موشک ضد تهاجمی می‌توانند در خانه و فرستنده‌های حمله قرار گیرند؛ آنتن‌های نظامی به ندرت فاصله ای امن از کاربر فرستنده دارند.

## تجزیه و تحلیل ترافیک
وقتی مکان‌ها شناخته می‌شوند، الگوهای استفاده ممکن است ظهور کنند، که ممکن است نتیجه‌گیری شود. تجزیه و تحلیل ترافیک رشته‌ای از الگوهای طراحی از جریان اطلاعات در میان مجموعه ای از فرستندگان و گیرنده‌ها است، این که آیا فرستنده‌ها و گیرنده‌ها با موقعیت تعیین شده از طریق جستجوی مسیر تعیین شده، توسط شناسه‌های فرستنده و فرستنده در پیام مشخص شده یا حتی تکنیک‌های MASINT برای «اثر انگشت» فرستنده‌ها یا اپراتورها. محتوای پیام، به غیر از فرستنده و گیرنده، برای تجزیه و تحلیل ترافیک لازم نیست، اگرچه اطلاعات بیشتر می‌تواند مفید باشد.
به عنوان مثال، اگر نوع خاصی از رادیو شناخته شده است که فقط توسط واحدهای مخزن استفاده می‌شود، حتی اگر موقعیت به وضوح توسط جهت یافتن تعیین نمی‌شود، ممکن است فرض شود که یک واحد مخزن در ناحیه عمومی سیگنال قرار دارد. صاحب فرستنده می‌تواند فرض کند که کسی گوش می‌دهد، بنابراین ممکن است رادیوهای مخزن را در ناحیه ای قرار دهد که از طرف دیگر می‌خواهد باور کند که او مخازن واقعی دارد. به عنوان بخشی از عملیات Quicksilver، بخشی از طرح فریب حمله به اروپا در نبرد نرماندی، انتقال رادیوها، ستون‌ها و واحدهای وابسته به گروه فریبکار نخستین گروه ارتش ایالات متحده (FUSAG) را که توسط جورج پاتون فرمان داده شده بود، شبیه‌سازی کردند دفاعی آلمان فکر می‌کند که تهاجم اصلی در محل دیگری بود. به همین ترتیب، فرستادن رادیوی جعلی از حاملان هواپیمایی ژاپن، قبل از نبرد پرل هاربر، از آب‌های محلی ژاپن ساخته شده بود، در حالی که کشتی‌های حمله به سکوت رادیکال شدید رفتند.
تجزیه و تحلیل ترافیک نیاز به تمرکز بر ارتباطات انسانی نیست. به عنوان مثال، اگر دنباله ای از یک سیگنال رادار، پس از تبادل داده‌های هدف‌گیری و تأیید، و سپس مشاهده آتش‌سوزی توپخانه، این ممکن است یک سیستم ضد انعطاف‌پذیر خودکار. یک سیگنال رادیویی که باعث ایجاد چراغ‌های ناوبری می‌شود، می‌تواند یک سیستم پشتیبانی فرود برای یک بالگرد یا بالگرد هلیکوپتر باشد که به نظر می‌رسد کم مشخصات باشد.
الگوها ظاهر می‌شوند دانستن یک سیگنال رادیویی با مشخصه‌های خاصی که از یک ستون ثابت ایجاد شده است ممکن است به شدت نشانگر آن باشد که یک واحد خاص به زودی از پایگاه منظم خود خارج می‌شود. محتویات پیام نباید شناخته شود تا جنبش را به دست آورد.
هنر و همچنین علم تجزیه و تحلیل ترافیک وجود دارد. تحلیلگران کارشناس احساساتی را برای آنچه که واقعی هستند و فریب آمیز است. برای مثال، هری کییدر یکی از ستاره شناسان ستاره جنگ جهانی دوم است، ستاره ای که پشت پرده مخفی SIGINT پنهان شده است.

## نظم الکترونیکی از نبرد
ایجاد یک نظم الکترونیکی از نبرد (EOB) نیاز به شناسایی ناوهای SIGINT در یک منطقه مورد علاقه، تعیین موقعیت جغرافیایی یا دامنه تحرک آنها، مشخص کردن سیگنال‌های آن‌ها و، در صورت امکان، تعیین نقش آن‌ها در نظم وسیع تر نبرد است. EOB شامل COMINT و ELINT می‌باشد. اداره اطلاعات دفاعی محل سکونت خود را نگه می‌دارد. مرکز مشترک مشترک (JSC) آژانس سیستم‌های اطلاعات دفاع می‌کند این پایگاه داده‌های مکان را با پنج پایگاه داده‌های فنی بیشتر:
1. FRRS: سیستم ضبط فرکانس منابع
2. BEI: اطلاعات محیط اطراف

```
3. SCS: سیستم گواهی طیف
```

1. EC / S: ویژگی‌های تجهیزات / فضا
2. TACDB: لیست پلتفرم‌ها، طبقه‌بندی شده بر اساس nomenclature، که حاوی پیوندهایی به تجهیزات مکمل C-E هر پلت فرم است، با پیوندهایی به داده‌های پارامتری برای هر قطعه تجهیزات، لیست واحد نظامی و واحدهای وابسته آن‌ها با تجهیزات مورد استفاده هر واحد.

EOB و جریان داده مرتبط است.
به عنوان مثال، چند فرستنده صدای ممکن است به عنوان شبکه فرمان (به عنوان مثال، فرمانده بالا و گزارش مستقیم) در یک گردان مخزن یا نیروی کار سنگین مخزن شناسایی شود. مجموعه ای دیگر از فرستنده‌ها ممکن است شبکهٔ لجستیک را برای همان واحد شناسایی کند. موجودی منابع ELINT ممکن است رادارهای ضد و توپخانه متوسط و بلند در یک منطقه مشخص را شناسایی کند.
واحدهای اطلاعاتی سیگنال‌ها تغییرات در EOB را شناسایی می‌کنند که ممکن است نشان دهنده حرکت واحد دشمن، تغییرات در روابط فرماندهی و افزایش یا کاهش قابلیت باشد.
با استفاده از روش جمع‌آوری COMINT، افسر اطلاعات می‌تواند یک نظم الکترونیکی از نبرد با تجزیه و تحلیل ترافیک و تجزیه و تحلیل محتوا را در میان چندین واحد دشمن ایجاد کند. به عنوان مثال، اگر پیغام‌های زیر مورد پیگیری قرار گرفتند:
U1 به U2، درخواست اجازه برای ادامه بازرسی به X.
U2 به U1 تأیید شده است لطفاً در هنگام ورود گزارش دهید
(۲۰ دقیقه بعد) U1 تا U2، تمام وسایل نقلیه به ایست بازرسی وارد شده‌اند.
این توالی نشان می‌دهد که در میدان جنگ دو واحد وجود دارد، واحد ۱ تلفن همراه است، در حالی که واحد ۲ در سطح سلسله مراتبی بالاتری قرار دارد، شاید یک پست فرماندهی. همچنین می‌توانید درک کنید که واحد ۱ از یک نقطه به مکان دیگر که از هر ۲۰ دقیقه با یک وسیله نقلیه فاصله دارد، حرکت می‌کند. اگر این گزارش‌ها به‌طور منظم در یک دوره زمانی باشد، ممکن است یک الگوی گشت را نشان دهند. جهت‌گیری و فرکانس رادیویی MASINT می‌تواند به تأیید اینکه ترافیک فریب نیست، کمک کند.
فرایند ساخت EOB به شرح زیر تقسیم می‌شود:
جداسازی سیگنال
بهینه‌سازی اندازه‌گیری
همجوشی داده‌ها
ساخت شبکه
جداسازی طیف تداخل و سیگنال‌های متوقف شده از هر سنسور باید در یک دوره بسیار کوتاه از زمان انجام شود تا سیگنال‌های مختلف را به فرستنده‌های مختلف در میدان جنگ جدا کند. پیچیدگی فرایند جداسازی به پیچیدگی روش‌های انتقال بستگی دارد (به عنوان مثال، دسترسی به چندین بار hopping یا time division (TDMA)).
با جمع‌آوری و جمع‌آوری داده‌ها از هر سنسور، اندازه‌گیری جهت سیگنال‌ها می‌تواند بهینه شده و بسیار دقیق تر از اندازه‌گیری‌های اساسی یک سنسور جهت رسیدن به استاندارد است. [۱۹] با محاسبه نمونه‌های بزرگتر از داده خروجی سنسور در نزدیکی زمان واقعی، همراه با اطلاعات تاریخی سیگنال‌ها، نتایج بهتر به دست می‌آید.
همجوشی داده‌ها نمونه‌های داده‌ها را از فرکانس‌های مختلف از یک سنسور همسان می‌کند، «همان» که توسط جهت یافتن یا MASINT رادیوفرانس تأیید می‌شود. اگر یک فرستنده تلفن همراه است، پیدا کردن مسیر، به غیر از کشف یک الگوی تکراری حرکت، مقدار تعیین شده در تعیین اینکه آیا یک سنسور منحصر به فرد است، محدود است. MASINT پس از آن بیشتر آموزنده است، زیرا فرستنده‌های فردی و آنتن‌ها ممکن است دارای لبه‌های جانبی منحصر به فرد، تابش غیرعمدی، زمان پالس و غیره باشد.
ایجاد شبکه یا تجزیه و تحلیل فرستنده‌ها (فرستنده‌های ارتباطی) در یک منطقه هدف در طول دوره ای کافی، باعث ایجاد جریان‌های ارتباطی یک میدان جنگ می‌شود. [۲۰]

## اطلاعات ارتباطی
"COMINT" تغییر مسیر داده است. برای قسمت آمریکایی‌ها COMINT (آمریکایی‌ها) را ببینید.
COMINT (Communications Intelligence) یک زیرمجموعه از اطلاعات سیگنال است که در برخورد با پیام‌ها یا اطلاعات صوتی ناشی از ردیابی ارتباطات خارجی مشغول به کار است. لازم است ذکر شود که COMINT معمولاً به عنوان SIGINT شناخته می‌شود، که در هنگام صحبت در مورد رشته‌های اطلاعاتی گسترده‌تر می‌تواند سردرگمی ایجاد کند. رئیس ستاد مشترک ایالات متحده آن را به عنوان «اطلاعات فنی و اطلاعاتی که از ارتباطات خارجی به غیر از گیرندگان منتخب دریافت می‌شود» تعریف می‌کند. [۱۵]
COMINT، که به عنوان ارتباطات بین افراد تعریف شده تعریف می‌شود، برخی یا همه موارد زیر را نشان می‌دهد:
فرستنده چه کسی است.
```
در جایی که آن‌ها واقع شده‌اند، و اگر فرستنده در حال حرکت باشد، گزارش ممکن است یک طرح سیگنال را در برابر محل قرار دهد
```

اگر شناخته شده، عملکرد سازمانی فرستنده است.
زمان و مدت انتقال و برنامه زمانی که یک انتقال دوره ای است.
فرکانس‌ها و سایر ویژگی‌های فنی انتقال آنها
اگر انتقال رمزگذاری شده یا نه، و اگر می‌توان آن را رمزگشایی کرد. اگر ممکن است یا متن اصلی منتقل شده را از بین ببرید یا آن را از طریق رمزنگاری، زبان ارتباط و ترجمه (در صورت لزوم) دریافت کنید.
آدرس‌ها، اگر سیگنال پخش عمومی نیست و اگر آدرس از طریق پیام قابل بازیابی باشد. این ایستگاه‌ها همچنین ممکن است COMINT (مثلاً تأیید پیام یا پیام پاسخ)، ELINT (به عنوان مثال یک چراغ ناوبری فعال باشد) یا هر دو. به جای یا علاوه بر آن، یک آدرس یا شناسه دیگر، ممکن است اطلاعات مربوط به مکان و مشخصات سیگنال پاسخ گیرنده وجود داشته باشد.

### رهگیری صوتی
تکنیک پایه COMINT این است که برای برقراری ارتباط صوتی، معمولاً بیش از رادیو، اما احتمالاً «نشت» از تلفن یا wiretaps گوش دادن. اگر ارتباطات صوتی رمزگذاری شده باشند، تجزیه و تحلیل ترافیک ممکن است اطلاعات را ارائه دهد.
در جنگ جهانی دوم، ایالات متحده برای امنیت ایالات متحده از ارتباطات داوطلب بومی آمریکایی شناخته شده به عنوان خوانندگان کد استفاده می‌کرد که از زبان‌هایی مانند ناواهو، کامانچ و چوچو استفاده می‌کرد که چند نفر حتی در ایالات متحده نیز درک می‌شد حتی در این زبان‌های غیرمعمول کدنویسان با استفاده از کدهای تخصصی، به طوری که «پروانه» ممکن است یک هواپیمای خاص ژاپنی باشد. نیروهای انگلیسی به همین دلیل استفاده محدودی از سخنرانان ویلز داشتند.
درحالی‌که رمزگذاری الکترونیکی مدرن با نیاز به استفاده از زبان‌های مبهم برای ارتش خاتمه می‌دهد، احتمال دارد برخی گروه‌ها از گویش‌های نادر استفاده کنند که تعداد کمی از گروه‌های قومی آن‌ها درک نمی‌شود.

### متوقف کردن متن
پیگیری حق مورس یک بار بسیار مهم بود، اما تلگراف کدهای مورس در جهان غرب منسوخ شده است، هر چند که احتمالاً توسط نیروهای عملیات ویژه استفاده می‌شود. اما این نیروها اکنون تجهیزات رمزنگاری قابل حمل دارند. کد مورس هنوز توسط نیروهای نظامی کشورهای اتحاد جماهیر شوروی سابق استفاده می‌شود.
متخصصان فرکانس‌های رادیویی را برای دنباله‌های شخصیت (مانند ایمیل) و فکس اسکن می‌کنند.

### رهگیری کانال سیگنالینگ
یک لینک ارتباطی دیجیتال می‌تواند هزاران یا میلیون ارتباط صوتی را به خصوص در کشورهای توسعه یافته حمل کند. بدون در نظر گرفتن قانونی بودن چنین اقداماتی، مشکل شناسایی کانال شامل مواردی است که مکالمه بسیار ساده‌تر می‌شود، زمانی که اولین چیزی که رهگیری می‌شود، کانال سیگنالینگ است که اطلاعات را برای برقراری تماس تلفنی حمل می‌کند. در استفاده غیرنظامی و نظامی، این کانال پیغام‌ها را در پروتکل‌های سیستم ۷ سیگنال ارسال می‌کند.
تجزیه و تحلیل مجدد از تماس‌های تلفنی می‌تواند از رکورد تماس (CDR) استفاده شده برای صورتحساب تماس‌ها ساخته شود.

### نظارت بر ارتباطات دوستانه
بخش بیشتری از امنیت ارتباطات از مجموعه اطلاعات واقعی، واحدهای SIGINT همچنان ممکن است مسئول نظارت بر ارتباطات خود یا سایر انتشارات الکترونیکی باشند تا اطلاعات را به دشمن ارائه دهند. به عنوان مثال، یک مانیتور امنیتی ممکن است یک فرد انتقال اطلاعات نامناسب را در یک شبکه رادیویی رمزگذاری نشده یا به سادگی که برای نوع اطلاعاتی که داده شده است مجاز نباشد. اگر بلافاصله با توجه به نقض بی نظمی باعث ایجاد یک خطر امنیتی حتی بیشتر شود، مانیتور یکی از کدهای BEADWINDOW [21] را که توسط استرالیا، کانادا، نیوزیلند، انگلستان، ایالات متحده و دیگر کشورهای کارگری استفاده می‌شود، فراخوانی می‌کند تحت روال خود. کدهای استاندارد BEADWINDOW (مثلاً "BEADWINDOW 2") شامل موارد زیر است:
موقعیت: (به عنوان مثال، «حالت دوستانه یا دشمن، حرکت یا حرکت در نظر گرفته شده، موقعیت، مسیر، سرعت، ارتفاع یا مقصد یا هر عنصر هوا، دریا یا زمین، واحد یا نیروی»، به افشای، در حالت نا امن یا نامناسب.
توانایی‌ها: «قابلیت‌ها یا محدودیت‌های دوستانه یا دشمن، ترکیبات نیرومند یا تلفات قابل توجهی به تجهیزات ویژه، سیستم‌های سلاح، حسگرها، واحدها یا پرسنل. درصد سوخت یا مهمات باقی مانده است.»
عملیات: «عملیات دوستانه یا دشمن - پیشرفت اهداف یا نتایج. عملیات یا اهداف لجستیک؛ شرکت کنندگان مأموریت پرواز برنامه؛ گزارش وضعیت ماموریت؛ نتایج عملیات دوستانه یا دشمن؛ اهداف حمله».
جنگ الکترونیک (EW): "جنگ الکترونیکی دوستانه یا دشمن (EW) یا کنترل‌های ناشی از کنترل (EMCON)، قصد، پیشرفت یا نتایج. هدف از استفاده از اقدامات الکترونیکی (ECM)، نتایج اهداف دوستانه یا دشمن ECM، اهداف ECM، نتایج دوستانه یا ضد انفجار الکترونیکی (ECCM)؛ نتایج حمایت الکترونیکی / SIGINT تاکتیکی (ESM)؛ سیاست EMCON در حال حاضر یا در نظر گرفته شده؛ تجهیزات تحت تاثیر سیاست EMCON ".
پرسنل دوستانه یا دشمن اصلی: «جنبش یا هویت افسران دوستانه یا دشمن، بازدید کنندگان، فرماندهان؛ حرکت پرسنل تعمیر و نگهداری کلیدی که نشان دهنده محدودیت تجهیزات است».
امنیت ارتباطات (COMSEC): "تخریب دوستانه یا دشمن COMSEC. پیوند کدها یا کدون‌ها با زبان ساده؛ سازش با تغییر فرکانس‌ها یا ارتباط با شماره‌های خط / طراحی مدار؛ اتصال تغییر تماس با علائم قبلی یا واحدهای تماس قبلی؛ سازش رمزگذاری شده / نشانه‌های تماس طبقه بندی، روش تصدیق نادرست. "
مدار اشتباه: «انتقال نامناسب. اطلاعات درخواست شده، ارسال شده یا در مورد انتقال می‌باشد که نباید در مدار موضوعی منتقل شود زیرا به آن نیاز به حفاظت بیشتر امنیتی دارد یا برای اهدافی که مدار ارائه می‌شود مناسب نیست.»
سایر کدهای مربوط به وضعیت ممکن است توسط فرمانده تعیین شود.
برای مثال، در جنگ جهانی دوم، نیروی دریایی ژاپن، با تمرین ضعیف، یک جنبش کلیدی را بر یک رمزنگاری کم امنیت شناسایی کرد. این باعث شد عملیات انتقام، سرقت و مرگ فرمانده ناوگان ترکیبی، دریاسالار Isoroku Yamamoto.

## سیگنال‌های الکترونیکی سیگنال
سیگنال‌های الکترونیکی (ELINT) به جمع‌آوری اطلاعات با استفاده از سنسورهای الکترونیکی اشاره دارد. تمرکز اصلی آن روی هوش مصنوعی غیر ارتباطی است. ستاد مشترک ستاد آن را به عنوان «اطلاعات فنی و جغرافیایی مشتق از تابش الکترومغناطیسی غیر ارتباطی خارجی که از منابع غیر از انفجار هسته ای یا منابع رادیواکتیو ناشی می‌شود» تعریف می‌کند. [۱۵]
شناسایی سیگنال توسط تجزیه و تحلیل پارامترهای جمع‌آوری شده یک سیگنال خاص یا مطابق آن با معیارهای شناخته شده یا ضبط آن به عنوان یک امیتر جدید امکان‌پذیر است. داده‌های ELINT معمولاً به شدت دسته‌بندی می‌شوند و به‌طور خاص محافظت می‌شوند.
داده‌های جمع‌آوری شده معمولاً مربوط به الکترونیک یک شبکه دفاع دفاعی حریف، به خصوص قطعات الکترونیکی مانند رادار، سیستم‌های موشکی سطح هوا، هواپیما و غیره می‌باشد. ELINT می‌تواند برای شناسایی کشتی‌ها و هواپیماها توسط رادار و دیگر الکترومغناطیس مورد استفاده قرار گیرد. تابش؛ فرماندهان باید بین استفاده از رادار (EMCON)، استفاده متناوب از آن یا استفاده از آن و انتظار اجتناب از دفاع، تصمیم‌گیری کنند. ELINT را می‌توان از ایستگاه‌های زمین در نزدیکی قلمرو حریف، کشتی‌های ساحل خود، هواپیما در نزدیکی یا در فضای هوایی خود یا ماهواره ای جمع‌آوری کرد.

### روابط مکمل COMINT
ترکیب منابع دیگر اطلاعات و ELINT اجازه می‌دهد تجزیه و تحلیل ترافیک بر روی انتشارات الکترونیکی که شامل پیام‌های کد گذاری شده توسط انسان انجام می‌شود. روش تجزیه و تحلیل از SIGINT متفاوت است در آن که هر پیام کدگذاری شده‌ای که در انتقال الکترونیکی در ELINT نیست، تحلیل می‌شود. نوع انتقال الکترونیکی و موقعیت آن چیست؟ به عنوان مثال، در طول جنگ نبرد آتلانتیک در جنگ جهانی دوم، Ultra COMINT همیشه در دسترس نبود زیرا Bletchley Park همیشه قادر به خواندن ترافیک Enigma قایقرانی نیست. اما "Huff-Duff" (High Frequency Direction Finder) هنوز قادر به پیدا کردن جایی که قایق‌های U توسط تجزیه و تحلیل انتقال رادیو و موقعیت‌ها از طریق مثلث از جهت دو یا چند سیستم Huff-Duff بود. دریای مدیترانه قادر به استفاده از این اطلاعات برای رسم دوره‌هایی بود که دور از غلظت‌های بالا قایق‌های U-
با این حال، دیگر رشته‌های ELINT شامل بازرسی و تجزیه و تحلیل سیگنال‌های کنترل سلاح دشمن، یا شناسایی، پاسخ‌های دوست یا دشمن از transponders در هواپیما استفاده می‌شود برای تشخیص دامن دشمن از دوستانه.

### نقش در جنگ هوایی
یک منطقه بسیار شبیه ELINT، ردیاب‌ها را تعقیب می‌کند و مکان‌ها و روش‌های عملی خود را یادمی‌گیرند. نیروهای حمله ممکن است قادر به جلوگیری از پوشش رادارهای خاص باشند یا، با دانستن ویژگی‌های آنها، واحدهای جنگ الکترونیک ممکن است رادار یا ارسال سیگنال‌های آن را فریب دهند. تعامل با رادار به صورت الکترونیکی، «کشتن نرم» نامیده می‌شود، اما واحدهای نظامی نیز موشک‌های ویژه را به رادارها ارسال می‌کنند یا بمب‌گذاری می‌کنند تا «سخت کشتن» را بگیرند. برخی از موشک‌های مدرن هوا به هوا نیز دارای سیستم هدایت شبیه‌سازی رادار هستند، مخصوصاً برای استفاده در برابر رادارهای بزرگ هوایی.
دانستن اینکه کدام یک از سیستم‌های توپخانه ای موشکی و ضدهوایی هواپیما به سطح زمین و هوا است و نوع آن به این معنی است که حملات هوایی می‌تواند به منظور جلوگیری از مناطق دفاع شده بیشتر مورد استفاده قرار بگیرد و بر روی نمای پرواز پرواز کند تا هواپیما بهترین فرصت را برای از بین بردن گشت زنی آتش و جنگنده. این همچنین اجازه می‌دهد تا برای مداخله یا دروغ گفتن از شبکه دفاعی دشمن (نگاه کنید به جنگ الکترونیکی). هوش الکترونیکی خوب می‌تواند برای عملیات خنثی بسیار مهم باشد؛ هواپیماهای مخفی کاملاً غیرقابل کشف نیستند و باید بدانند که چه مناطقی باید اجتناب کنند. به‌طور مشابه، هواپیماهای معمولی باید بدانند که سیستم‌های دفاع هوایی ثابت یا نیمه متحرک به طوری که می‌توانند آن‌ها را بسته یا در اطراف آن‌ها پرواز کنند.

### ELINT و ESM
اقدامات حمایت الکترونیکی (ESM) یا اقدامات نظارت الکترونیکی، واقعاً روش‌های ELINT با استفاده از سیستم‌های نظارت الکترونیک مختلف است، اما این اصطلاح در زمینه خاصی از جنگ تاکتیکی استفاده می‌شود. ESM اطلاعات مورد نیاز برای حمله الکترونیکی (EA) مانند مسدود کردن یا هدایت جهت (زاویه قطب‌نما) را به هدف در سیگنال رهگیری می‌دهد از قبیل در سیستم هدایت رادیو افشانه (RDF) HUFF-DUFF که در طول WW-II نبرد اقیانوس اطلس. پس از WW-II, RDF در ابتدا فقط در ارتباطات استفاده شد و به سیستم‌های گسترش یافته در ELINT از پهنای باند رادار و سیستم‌های ارتباطی فرکانس پایین‌تر، تولد یک خانواده از سیستم‌های ESM ناتو مانند کشتی US AN / WLR-1 [22] سیستم‌های -AN / WLR-6 و واحدهای هواپیما قابل مقایسه. EA نیز الکترونیکی مقابله با اقدامات (ECM) نامیده می‌شود. ESM اطلاعاتی را برای مقابله با اقدامات ضد انفورماتیک الکترونیکی (ECCM) فراهم می‌کند، مانند درک حالت سوء استفاده یا تداخل، بنابراین می‌توانید ویژگی‌های رادار را تغییر دهید تا از آن‌ها جلوگیری شود.

### ELINT برای meaconing
Meaconing [23] جنگ اطلاعاتی و الکترونیکی ترکیبی از یادگیری ویژگی‌های کمک‌های ناوبری دشمن، مانند رادیوهای مایکروسافت و انتقال آن‌ها با اطلاعات نادرست است.

### ابزارهای خارجی هوش مصنوعی
FISINT (اطلاعات سیگنال ابزار دقیق) یک زیر رده از SIGINT است، نظارت بر عمدتاً ارتباطات غیرانسانی. سیگنال‌های ابزار خارجی شامل (اما نه محدود به) تله متری (TELINT)، سیستم‌های ردیابی و لینک‌های داده‌های ویدئویی است. TELINT بخش مهمی از ابزارهای ملی تأیید فنی برای کنترل تسلیحات است.

### Counter-ELINT
هنوز در سطح تحقیقاتی تکنیک‌هایی هستند که تنها می‌توانند به عنوان counter-ELINT توصیف شوند، که بخشی از کمپین SEAD می‌باشد. ممکن است مفید باشد برای مقایسه و مقایسه کنتراست ELINT با ECCM.

## SIGINT versus MASINT
اطلاعات سیگنال و اندازه‌گیری و هوش امضا (MASINT) نزدیک و گاهی گیج‌کننده است. [۲۴] سیگنال‌های هوش مصنوعی ارتباطات و اطلاعات الکترونیکی بر اطلاعاتی که در آن سیگنال‌ها به خود می‌گیرند، تمرکز می‌کنند، همان‌طور که COMINT تشخیص گفتار در یک ارتباط صوتی یا ELINT اندازه‌گیری فرکانس، نرخ تکرار پالس و سایر ویژگی‌های یک رادار است.
MASINT همچنین با سیگنال‌های جمع‌آوری شده کار می‌کند، اما بیشتر از یک نظریه تحلیل است. با این حال، حسگرهای MASINE منحصر به فرد وجود دارد، که معمولاً در مناطق مختلف یا دامنه طیف الکترومغناطیسی مانند میدان‌های مادون قرمز یا مغناطیسی کار می‌کنند. در حالی که سازمان‌های امنیت ملی و سایر سازمان‌ها گروه‌های MASINT دارند، دفتر مرکزی MASINT در آژانس اطلاعات دفاع (DIA) است.
جایی که COMINT و ELINT بر روی بخش عمدی انتقال سیگنال تمرکز می‌کنند، MASINT بر اطلاعات ناخواسته منتقل شده تمرکز می‌کند. به عنوان مثال، یک آنتن رادار داده شده، از طرفی که از آن جهت که هدف آنتن اصلی است، عبور می‌کند. RADINT (رادار هوش) رشته‌ای شامل یادگیری تشخیص یک رادار می‌شود که هم توسط سیگنال اولیه آن گرفته شده توسط ELINT و هم بالش‌های آن، که احتمالاً توسط سنسور اصلی ELINT گرفته شده است، یا احتمالاً سنسور به طرف دو طرف آنتن رادیویی.
MASINT مرتبط با COMINT ممکن است تشخیص صداهای پس زمینه رایج مورد انتظار با ارتباطات صدای انسان باشد. به عنوان مثال، اگر یک سیگنال رادیویی داده شده از یک رادیو مورد استفاده در یک تانک باشد، اگر رهگیر صدای موتور یا فرکانس صوتی بالاتر را از آنچه که مدولاسیون صدا معمولاً استفاده می‌کند، حتی اگر صحبت صحیح باشد، MASINT ممکن است نشان دهد که این یک فریب، نه از یک مخزن واقعی.
HF / DF را برای بحث دربارهٔ SIGINT-captured اطلاعات با طعم MASINT، مانند تعیین فرکانسی که یک گیرنده تنظیم می‌شود، از تشخیص فرکانس نوسان فرکانس ضرب گیرنده سوپر هترودین مشاهده کنید.

## قانونی
از زمان اختراع رادیو، توافق بین‌المللی این بود که امواج رادیویی ملکیت هیچ‌کس نیست و بنابراین خود رهبری غیرقانونی است. [۲۵] با این وجود، قوانین ملی می‌توانند در مورد افرادی که مجاز به جمع‌آوری، ذخیره و پردازش ترافیک رادیویی هستند و برای اهداف. نظارت بر ترافیک کابل (یعنی تلفن و اینترنت) بسیار بحث‌برانگیز است، زیرا اغلب اوقات نیاز به دسترسی فیزیکی به کابل دارد و از این طریق مالکیت و حریم خصوصی مورد انتظار را نقض می‌کند.